# 朱塞佩·法里纳

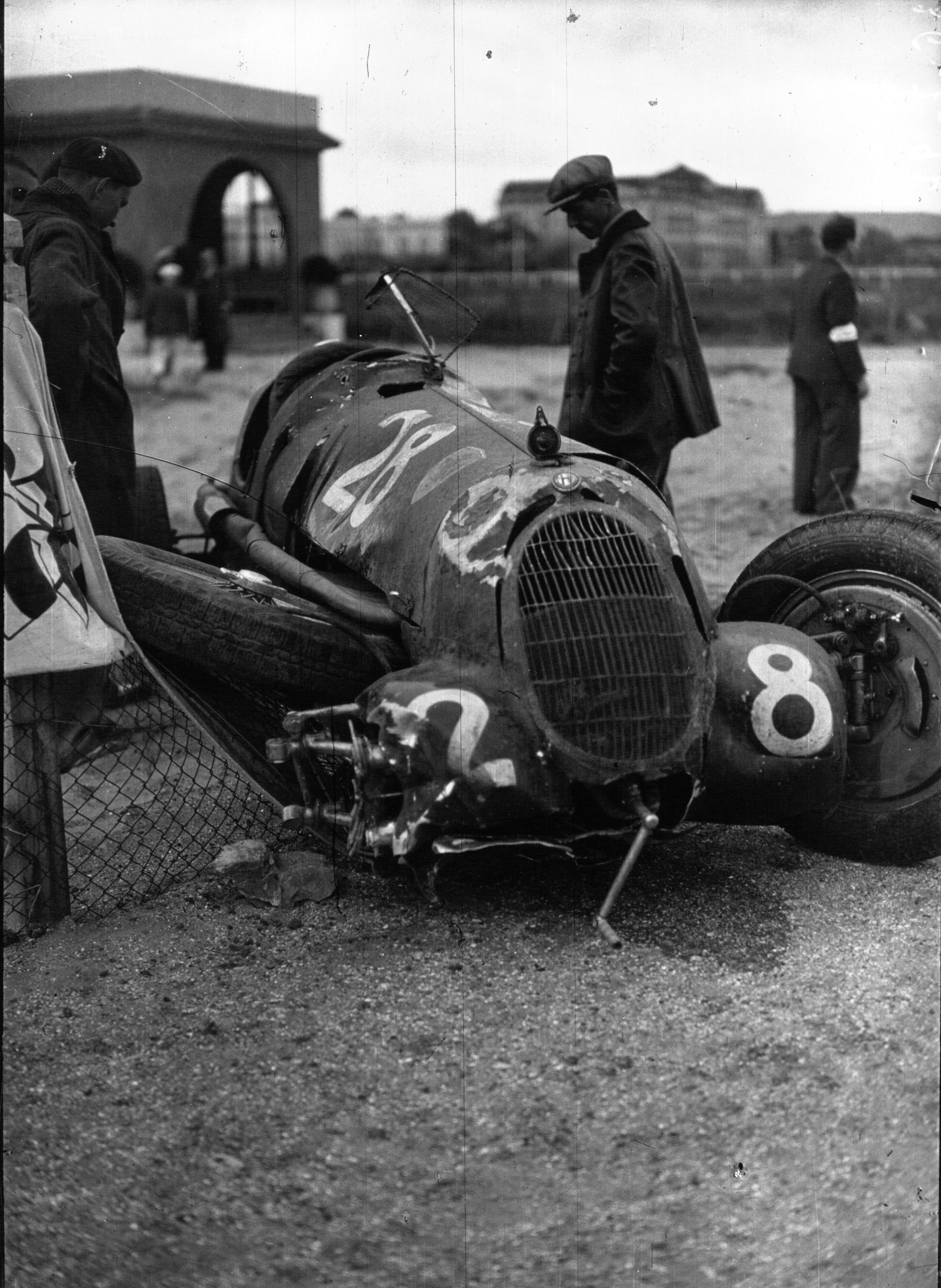
1936年法国杜韦尔大奖赛上，法里纳驾驶阿尔法·罗密欧8C-35

埃米利奥·朱塞佩·「尼諾」·法里纳（義大利語：Emilio Giuseppe "Nino" Farina，1906年10月30日—1966年6月30日），意大利赛车手，一屆一級方程式世界車手冠軍，是第一位获得一級方程式世界车手冠军的车手。

## 生平
法里纳出生于意大利都灵，绰号「尼诺」（Nino），他是在都灵经营车辆修理厂的乔瓦尼·法里纳的儿子且是知名汽车和建筑设计师菲尼·法里纳的侄子。他在都灵大学获得了法学博士学位，之后为意大利军队效力。他一开始是骑兵军官，之后在第二次世界大战中，升任成為坦克军团团长。法里纳的赛车生涯并非一帆风顺，毕业之后他加入了玛莎拉蒂车队，但是直到他加入阿尔法·罗密欧车队，作为塔齐奥·努沃拉里的二号车手，他的赛车事业才开始蓬勃发展。20世纪30年代末期，他无数次地赢下微型赛车比赛，连续3年（1937—39年）确保了他在意大利的冠军地位。之后，他参加了他赛车生涯中的第一次重大比赛——1940年利比亚的黎波里大奖赛，并且最终赢下了该场赛事。但是不幸的是，他刚刚达到事业的巅峰时，第二次世界大战爆发了，八年之后他才赢得下一场主要赛事。
战后，法里纳加入了私人车队玛莎拉蒂车队，並赢下了1948年摩纳哥大奖赛。当国际汽联宣布将在1950年举办首届世界锦标赛时，法里纳、胡安·曼努埃尔·范吉奥以及理奎·法吉奥里加入了当时实力超群的阿尔法·罗密欧车队。最终他驾驶着无敌的阿尔法·罗密欧 158赛车赢下了7场比赛中的3场，获得了第一届车手世界冠军，这也是他车手生涯的巅峰。
1951年，他被迫要担任车队在范吉奥之后的二号车手，范吉奥的步伐太快以致法里纳难以追上他。在该赛季，他仅仅赢得一场冠军——1951年比利时大奖赛。1952年法里纳转投法拉利车队，但是他发现自己甚至已经无法战胜自己的年轻队友——阿尔贝托·阿斯卡里，阿尔贝托·阿斯卡里在1952年至1953年间赢得九个连续的分站冠军，并且赢得这两年的年度车手冠军。
法里纳第一次也是最后一次为法拉利赢得分站冠军是在纽博格林举办的1953年德国大奖赛。那一年，他还和队友麦克·霍索恩联手赢得了斯帕24小時耐力賽的冠军。在1954年阿根廷大奖赛，法里纳成为最年长的杆位获得者。从1954年开始，法里纳赢下了一系列世界跑车锦标赛，但是在蒙扎的一场意外中他严重烧伤。法里纳试图在1955年回归，最终获得了一点积分，之后他承认回归失败，在该赛季结束后退役。
1956年他希望参加印第安纳波利斯500，但是在这一过程中，他的锁骨再一次受伤迫使他放弃这一想法。之后他恢复了健康，试图再次参加1957年的印第安纳波利斯500，但这一次他的队友基夫·安德魯斯驾驶他的赛车发生了致命的交通意外，最终法里纳决定放弃。
作为早期世界大奖赛赛车的一个标志性人物，法里纳因为他的驾驶风格和智慧而闻名，但亦因他不好的脾气和他对竞争对手的无视而备受批评。1936年法国杜韦尔大奖赛他卷入了导致曼塞尔·勒霍克斯死亡的一场严重事故。1938年的黎波里大獎賽他又一次卷入严重事故，这次事故导致哈特曼·拉斯洛的死亡。
法里纳在前往观看1966年法国大奖赛的途中发生交通意外丧生，他驾驶的汽车滑出弯道，撞上电线杆爆炸。

## 賽車生涯成绩

### 一级方程式赛车成绩
图例
(比赛名加粗表明杆位，比赛名斜体字表明最快圈速)
| 赛季 | 车队              | 赛车                 | 引擎制造商（引擎类型） | 1      | 2      | 3      | 4      | 5      | 6      | 7     | 8    | 9      | 排名 | 积分    |
| ---- | ----------------- | -------------------- | ---------------------- | ------ | ------ | ------ | ------ | ------ | ------ | ----- | ---- | ------ | ---- | ------- |
| 1950 | 阿尔法·罗密欧车队 | 阿尔法·罗密欧 158/50 | 阿尔法·罗密欧(直列8缸) | 英 1   | 摩 Ret | 500    | 瑞 1   | 比 4   | 法 7   | 意 1  |      |        | 1st  | 30      |
| 1951 | 阿尔法·罗密欧车队 | 阿尔法·罗密欧 159A   | 阿尔法·罗密欧(直列8缸) | SUI 3  | 500    | 比 1   | 法 5   |        |        |       |      |        | 4th  | 19 (22) |
| 1951 | 阿尔法·罗密欧车队 | 阿尔法·罗密欧 159B   | 阿尔法·罗密欧(直列8缸) |        |        |        |        | 英 Ret | 德 Ret |       |      |        | 4th  | 19 (22) |
| 1951 | 阿尔法·罗密欧车队 | 阿尔法·罗密欧 159M   | 阿尔法·罗密欧(直列8缸) |        |        |        |        |        |        | 意 3* | 西 3 |        | 4th  | 19 (22) |
| 1952 | 法拉利车队        | 法拉利Tipo 500       | 法拉利（直列四缸）     | 瑞 Ret | 500    | 比 2   | 法 2   | 英 6   | 德 2   | 荷 2  | 意 4 |        | 2nd  | 24 (27) |
| 1953 | 法拉利车队        | 法拉利Tipo 500       | 法拉利（直列4缸）      | 阿 Ret | 500    | 荷 2   | 比 Ret | 法 5   | 英 3   | 德 1  | 瑞 2 | 意 2   | 3rd  | 26 (32) |
| 1954 | 法拉利车队        | 法拉利625            | 法拉利（直列4缸）      | 阿 2   | 500    |        | 法     | 英     | 德     | 瑞    | 意   | 西 DNA | 8th  | 6       |
| 1954 | 法拉利车队        | 法拉利 553           | 法拉利（直列4缸）      |        |        | 比 Ret |        |        |        |       |      |        | 8th  | 6       |
| 1955 | 法拉利车队        | 法拉利625            | 法拉利（直列4缸）      | 阿 2** |        |        |        |        |        |       |      |        | 5th  | 10 1⁄3  |
| 1955 | 法拉利车队        | 法拉利625            | 法拉利（直列4缸）      |        | 摩 4   |        |        |        |        |       |      |        | 5th  | 10 1⁄3  |
| 1955 | 法拉利车队        | 法拉利555            | 法拉利（直列4缸）      |        |        | 500    | 比 3   |        |        |       |      |        | 5th  | 10 1⁄3  |
| 1955 | 法拉利车队        | 蓝旗亚 D50           | 蓝旗亚(V8)             |        |        |        | 荷     | 英     | 意 DNS |       |      |        | 5th  | 10 1⁄3  |

*表明共享该名次
**在1955年阿根廷大奖赛法里纳同时获得第2名（与特兰蒂尼昂和冈萨雷斯共享）和第3名（与马廖利和特兰蒂尼昂共享），他被授予每个结果的分数的三分之一。